# Williams Alarcón
Williams Héctor Alarcón Cepeda (ur. 29 listopada 2000 w Santiago) – chilijski piłkarz występujący na pozycji defensywnego lub środkowego pomocnika, reprezentant Chile, od 2023 roku zawodnik argentyńskiego Huracánu.
Jest synem Williamsa Alarcóna, również piłkarza.